# Blount County (Alabama)
Blount County je okres ve státě Alabama v USA. K roku 2010 zde žilo 57 322 obyvatel. Správním městem okresu je Oneonta. Celková rozloha okresu činí 1 685 km².

## Sousední okresy
| Růžice kompasu | Cullman County |                         | Marshall County  | Růžice kompasu |
| Růžice kompasu | Cullman County | Sever                   | Etowah County    | Růžice kompasu |
| Růžice kompasu | Cullman County | Blount County (Alabama) | Etowah County    | Růžice kompasu |
| Růžice kompasu | Cullman County | Jih                     | Etowah County    | Růžice kompasu |
| Růžice kompasu | Walker County  | Jefferson County        | St. Clair County | Růžice kompasu |